# Estadio Chorotega
El Estadio Chorotega es un estadio diseñado para la práctica del fútbol. Está ubicado en la ciudad de Nicoya, siendo uno de los más grandes de la provincia de Guanacaste, junto con el estadio Edgardo Baltodano de Liberia. Es propiedad de la Municipalidad de Nicoya. 
Es sede del equipo de la Primera División de Costa Rica, la Asociación Deportiva Guanacasteca, que representa a la provincia de Guanacaste, además del equipo femenino de fútbol de la Primera División Femenina, la Asociación Deportiva Nicoya.

## Características
El inmueble está ubicado en el Barrio Chorotega de Nicoya, tiene capacidad para 4.000 aficionados cómodamente sentados en sus dos graderías y un gran espacio para aficionados de pie. Posee pasto natural en buenas condiciones. 
Se tiene planeado aplicarle una gran remodelación en los próximos años, su techo ha sido reemplazado pero aún los trabajos no han sido terminados. El reducto recibirá una mejora en la zona de palcos y sombra, donde se instalarán butacas. Además, se cambiará la iluminación dañada a través de los años y su construirán nuevos camerinos, un gimnasio, sala de prensa y puestos comerciales.
El estadio está tratando de cumplir los requerimientos para poder ser utilizado en la Primera División de Costa Rica, un objetivo a corto plazo de la histórica ADG.
- Datos: Q431546